# Liste der Mitglieder der American Academy of Arts and Sciences/1991
Im Jahr 1991 wählte die American Academy of Arts and Sciences 215 Personen zu ihren Mitgliedern.

## Neugewählte Mitglieder
- Alexei Alexeyevich Abrikosov (1928–2017)
- Robert Merrihew Adams (1937–2024)
- Sadruddin Aga Khan (1933–2003)
- Svetlana Alpers (* 1936)
- Yehuda Amichai (1924–2000)
- John Allan Armstrong (* 1934)
- David Frederick Attenborough (* 1926)
- Robert Paul Austerlitz (1923–1994)
- Keith Michael Baker (* 1938)
- Paul B. Baltes (1939–2006)
- Jacqueline K. Barton (* 1952)
- Robert Hinrichs Bates (* 1942)
- Michael Baxandall (1933–2008)
- Malcolm Roy Beasley (* 1940)
- John E. Bercaw (* 1944)
- Robert Arbuckle Berner (1935–2015)
- Elizabeth Helen Blackburn (* 1948)
- Alan Stuart Blinder (* 1945)
- Amar Gopal Bose (1929–2013)
- Michel Boudart (1924–2012)
- William Joseph Brennan (1906–1997)
- John Anthony Brinkman (* 1934)
- Sarah Waterlow Broadie (1941–2021)
- Peter Preston Brooks (* 1938)
- Charles Lee Brown (1921–2003)
- Nancy Leslie Rutherfurd Bucher (1913–2017)
- Steve S. Chen (* 1944)
- Alexandre Joel Chorin (* 1938)
- Ralph John Cicerone (1943–2016)
- Robert Charles Clark (* 1944)
- William Graham Claytor (1912–1994)
- John M. Coetzee (* 1940)
- Jill Ker Conway (1934–2018)
- Frederick Campbell Crews (1933–2024)
- Edwin Munson Curley (* 1937)
- Hans Daalder (1928–2016)
- Partha Sarathi Dasgupta (* 1942)
- Lance Edwin Davis (1928–2014)
- Margaret Bryan Davis (* 1931)
- Harold Demsetz (1930–2019)
- E. L. Doctorow (1931–2015)
- John W. Dower (* 1938)
- John Montfort Dunn (* 1940)
- Peter Duus (* 1933)
- Igor Dzyaloshinskii (1931–2021)
- Dean Eric Eastman (1940–2018)
- Marian Wright Edelman (* 1939)
- David Samuel Eisenberg (* 1939)
- Gertrude Belle Elion (1918–1999)
- Robert F. Erburu (1930–2014)
- David C. Evans (1924–1998)
- Marilyn Gist Farquhar (1928–2019)
- Anthony Stephen Fauci (* 1940)
- David Lee Featherman (* 1943)
- Edward Albert Feigenbaum (* 1936)
- James W. Fernandez (* 1930)
- James William Fesler (1911–2005)
- Avery Robert Fisher (1906–1994)
- Walter Monroe Fitch (1929–2011)
- James Loton Flanagan (1925–2015)
- Graham Richard Fleming (* 1949)
- Helen Frankenthaler (1928–2011)
- Bertram O. Fraser-Reid (* 1934)
- David Amiel Freedman (1938–2008)
- Jack William Fuller (1946–2016)
- Frank Owen Gehry (* 1929)
- Natalia Ginzburg (1916–1991)
- Mary Ann Glendon (* 1938)
- Carol Gluck (* 1941)
- Gerson Goldhaber (1924–2010)
- Marshall Irwin Goldman (1930–2017)
- Patricia Shoer Goldman-Rakic (1937–2003)
- Eugene Goldwasser (1922–2010)
- Lev Petrovich Gor’kov (1929–2016)
- Albert Melvin Grass (1910–1992)
- Ellen Robinson Grass (1914–2001)
- Ann M. Graybiel (* 1942)
- John J. Gumperz (1922–2013)
- Christine Guthrie (* 1945)
- Ian Hacking (1936–2023)
- Eugene Alfred Hammel (* 1931)
- Clayton Howell Heathcock (* 1936)
- Richard H. Helmholz (* 1940)
- Roger Henry Hildebrand (1922–2021)
- George Herbert Hitchings (1905–1998)
- Christopher Anthony Hogg (* 1936)
- Grace Brewster Murray Hopper (1906–1992)
- George William Housner (1910–2008)
- John Peter Huchra (1948–2010)
- Lynn Avery Hunt (* 1945)
- James Arthur Ibers (1930–2021)
- Shirley Ann Jackson (* 1946)
- Gary C. Jacobson (* 1944)
- Mary Ellen Jones (1922–1996)
- Joshua Jortner (* 1933)
- Paul Lewis Joskow (* 1947)
- Carl Ronald Kahn (* 1944)
- Robert Louis Kahn (1918–2019)
- Stanley Nider Katz (* 1934)
- Nannerl Overholser Keohane (* 1940)
- Jaegwon Kim (1934–2019)
- John Wells Kingdon (* 1940)
- Nancy Elizabeth Kleckner (* 1947)
- Richard George Klein (* 1941)
- Steven Elliot Koonin (* 1951)
- Marian Elliott Koshland (1921–1997)
- Stephen D. Krasner (* 1942)
- Jack D. Kuehler (1932–2008)
- Paul Eston Lacy (1924–2005)
- Robert James Lampman (1920–1997)
- Patrick A. Lee (* 1946)
- James Charles Lehrer (1934–2020)
- Leonard Solomon Lerman (1925–2012)
- Aaron Bunsen Lerner (1920–2007)
- Anthony Lewis (1927–2013)
- David Charles Lindberg (1935–2015)
- Frank J. Low (1933–2009)
- George Lusztig (* 1946)
- Peter S. Lynch (* 1944)
- Robert Breckinridge Ware MacNeil (1931–2024)
- Charles Steven Maier (* 1939)
- George Mandler (1924–2016)
- Philippa Charlotte Marrack (* 1945)
- Gail Roberta Martin (* 1944)
- Jerry Louis Mashaw (* 1941)
- Walter Eugene Massey (* 1938)
- Peter Matthiessen (1927–2014)
- James Joseph McCarthy (1944–2019)
- Anne McLaren (1927–2007)
- Carver Andress Mead (* 1934)
- Elliot M. Meyerowitz (* 1951)
- Walter Mischel (1930–2018)
- Bill D. Moyers (1934–2025)
- Paul Lewis Munson (1910–2003)
- Laura Nader (* 1930)
- Kenneth Clifton Noland (1924–2010)
- Donald Arthur Norman (* 1935)
- Onorato Timothy O’Meara (1928–2018)
- Jules Olitski (1922–2007)
- Gordon Howell Orians (* 1932)
- Donald Samuel Ornstein (* 1934)
- Elinor Ostrom (1933–2012)
- Martin Ostwald (1922–2010)
- Stephen Owen (* 1946)
- Norman Richard Pace (* 1942)
- Yash Pal (1926–2017)
- Orlando Patterson (* 1940)
- Wolfgang Paul (1913–1993)
- Donald Oscar Pederson (1925–2004)
- Walter Keith Percival (1930–2020)
- Alexander M. Polyakov (* 1944)
- G. Bingham Powell (* 1942)
- Martin Price (1920–2010)
- Adam Przeworski (* 1940)
- Franklin Delano Raines (* 1949)
- Uttam Lal RajBhandary (* 1930)
- Roy Abraham Rappaport (1925–1997)
- Adrienne Rich (1929–2012)
- Jane S. Richardson (* 1941)
- Christopher Bruce Ricks (* 1933)
- David Rockefeller junior (* 1941)
- Felix George Rohatyn (1928–2019)
- Bernard Roizman (* 1929)
- Michael Geoffrey Rosenfeld (* 1944)
- Russell Ross (1929–1999)
- Janet Davison Rowley (1925–2013)
- Neil L. Rudenstine (* 1935)
- Joan V. Ruderman (* 1948)
- Mary Ellen Rudin (1925–2013)
- David E. Rumelhart (1942–2011)
- Edward William Said (1935–2003)
- Peter Clive Sarnak (* 1954)
- Thomas William Schoener (* 1943)
- William Raymond Schowalter (* 1929)
- Silvan Samuel Schweber (1928–2017)
- L. E. Scriven (1931–2007)
- David O’Keefe Sears (* 1935)
- John Hersh Seinfeld (* 1942)
- Saharon Shelah (* 1945)
- Gen Shirane (1924–2005)
- Robert J. Silbey (1940–2011)
- Michael Silverstein (1945–2020)
- Richard Errett Smalley (1943–2005)
- Merritt Roe Smith (* 1942)
- Vernon Lomax Smith (* 1927)
- Allan Charles Spradling (* 1949)
- Richard Stephen Stein (1925–2021)
- Alfred C. Stepan (1936–2017)
- Harold William Stevenson (1924–2005)
- Edward Manin Stolper (* 1952)
- Daniel Wyler Stroock (* 1940)
- Joanne Stubbe (* 1947)
- Dennis Parnell Sullivan (* 1941)
- Harry Leonard Swinney (* 1939)
- Edwin William Taylor (* 1929)
- Arnold Wilfrid Thackray (* 1939)
- Franklin Augustine Thomas (* 1934)
- Leo John Thomas (1936–2011)
- Kenneth Lane Thompson (* 1943)
- Chang Lin Tien (1935–2002)
- Maury Tigner (* 1937)
- Clifford Ambrose Truesdell (1919–2000)
- Robert Warren Tucker (* 1924)
- Martha Vaughan (1926–2018)
- Jean-Pierre Vernant (1914–2007)
- Charles M. Vest (1941–2013)
- Jean-Didier Vincent (* 1935)
- Patricia McGowan Wald (1928–2019)
- Hayden White (1928–2018)
- August Wilson (1945–2005)
- Frederick Wiseman (* 1930)
- Peter Guy Wolynes (* 1953)
- Xide Xie (1921–2000)
- Richard Jay Zeckhauser (* 1940)
- Marvin Zelen (1927–2014)